# 1968 en informatique
1967 en informatique - 1968 - 1969 en informatique

## Événements
- Publication par Joseph Carl Robnett Licklider et Robert Taylor de l’article The Computer as a Communications Device, considéré comme la préfiguration de l’internet. Cet article introduit la notion de communauté d’intérêt.
- Robert Noyce et Gordon Moore fondent Intel Corporation.
- Démonstration d'un environnement graphique avec souris (informatique) par Douglas Engelbart.
- Édition du premier volume de The Art of Computer Programming de Donald Knuth.

## Sociétés
- Création de la société Amstrad
- Création de la société International Computers Limited (ICL)

## Technologie
- Révision du langage COBOL : COBOL-68
- HP lance sa première calculatrice programmable en notation RPN, la HP9100